# Mystina tincta
Mystina tincta är en fjärilsart som beskrevs av Paul E. Whalley 1971. Mystina tincta ingår i släktet Mystina och familjen Thyrididae. Inga underarter finns listade i Catalogue of Life.